# 吉川良和
吉川 良和（きっかわ よしかず、1943年 - ）は、日本の中国音楽史・演劇史学者。元一橋大学社会学部教授。神奈川大学人文学研究所客員研究員。専門は中国音楽史、演劇史。

## 来歴・人物
1968年、埼玉大学文理学部人文科卒業。1980年、東京都立大学 (1949-2011)大学院人文科学研究科博士後期課程単位取得退学。1987年に神奈川大学専任講師、1989年に同大学助教授、1996年に同大学教授を経て、1998年より一橋大学社会学部教授。

## 著書・論文

### 著書

#### 単著
- 『北京における近代伝統演劇の曙光―非文字文化に魂を燃やした人々』 創文社　2012年
- 『中国音楽と芸能』、創文社、2003年

### 論文
- 「わたくしの非文字文化芸能遍歴」（『創文』 (9), 1-3, 2013年）
- 「江戸時代の琴歌初探」（『國學院雜誌』 110(11), 382-394, 2009年）
- 「四川芸能との奇縁」（『東方』 (332), 2-6, 2008年）
- 「王鐘声事蹟二攷」（『一橋社会科学』 2, 69-126, 2007年）
- 「20世紀初頭における中国の女性と北京の演劇界」（『言語文化』 44, 88-91, 2007年）
- 「孔子の聞いた音楽と西太后の見た演劇  -中国非文字文化の研究」（『国学院中国学会報』 52, 11-21, 2006年）
- 「南礪系本目蓮尊者盆踊唄詞章校異初稿」（『社會學研究』 44, 3-94, 2006年）
- 「光緒卅三年の北京における娼妓義務戯の研究」（『一橋論叢』 135(3), 386-406, 2006年）
- 「口寄せ語りの日蓮物について」（『言語文化』 42, 93-101, 2005年）
- 「『救母経』と『生天宝巻』の成書年代商権」（『人文研究  神奈川大学人文学会誌』 155, 9-43, 2005年）
- 「中国非文字文化の世界とその研究をめぐって」（『創文』 (469), 15-17, 2004年）
- A preliminary essay on the Mulian-Jiumjing and the Mulian Baojuan from the perspective of story-telling(Hitotsubashi University Research Series Social Science, 41/, 61-135, 2003)
- 「憶故人(下)」（『東方』 (263), 14-17, 2003年）
- 「中国古代コト属楽器札記―出土楽器と既存古楽器に関する調査報告の読み方」（『言語文化』,39/,115-124, 2002年）
- 「憶故人(上)」（『東方』 (262), 8-12, 2002年）
- 「漢代琴楽と孔子学鼓琴疑義」（『一橋論叢』,126(2)/, 135-153, 2001年）
- 「浙江の民衆芸能をたずねて」（『東方』 (235), 8-11, 2000年）
- 「日本の古典芸能と中国の伝統演劇の演出手法について」（『国文学 解釈と教材の研究』 45(2), 82-89, 2000年）
- 「4半世紀前の香港素描」（『東方』 (186), 7-11, 1996年）
- 「中国古代音楽史稿(14)」（共訳）（『人文研究』 (125), 21-55, 1995年）
- 「中国古代音楽史稿(13)」（共訳）（『人文研究』 (124), 97-112, 1995年）
- 「中国古代音楽史稿(12)」（共訳）（『人文研究』 (123), p37-68, 1995年）
- 「中国古代音楽史稿(11)」（共訳）（『人文研究』 (122), p89-126, 1994年）
- 「中国古代音楽史稿(10)」（共訳）（『人文研究』 (121), p21-69, 1994年）
- 「中国古代音楽史稿(9)」（共訳）（『人文研究』 (120), p141-177, 1994年）
- 「中国古代音楽史稿(8)」（共訳）（『人文研究』 (119), p105-142, 1993年）
- 「中国古代音楽史稿(7)」（共訳）（『人文研究』 (118), p131-171, 1993年）
- 「中国古代音楽史稿(6)」（共訳）（『人文研究』 (117), p31-84, 1993年）
- 「中国古代音楽史稿(5)」（共訳）（『人文研究』 (116), p89-112, 1993年）
- 「中国古代音楽史稿(4)」（共訳）（『人文研究』 (115), p155-194, 1993年）
- 「中国古代音楽史稿(3)」（共訳）（『人文研究』 (114), p47-84, 1992年）
- 「中国古代音楽史稿(2)」（共訳）（『人文研究』 (113), p119-163, 1992年）
- 「中国古代音楽史稿(1)」（共訳）（『人文研究』 (110), p19-47, 1991年）
- 「鬼来迎2考  -日本における仏教芸能の一表現」（『人文研究』 (112), p7-39, 1992年）
- 「関干在日本発現的元刊」（『戯曲研究』、北京文化芸術出版社, 37/, 177-206, 1991年）
- 「目連救母芸能初探」（『神奈川大学人文学研究所所報』, 22/, 13-45, 1989年）
- 「上海崑劇団の『長生殿』を観て」（『悲劇喜劇』 41(12), p58-60, 1988年）
- 「中国の語り物  -評弾について」（『季刊邦楽』 (46), p64-68, 1986年）
- 「物部茂卿撰次≪鳥絲欄指法巻子≫研究」（『東京大学東洋文化研究所紀要』, 94/, 1-66, 1984年）
- 「物部茂卿琴学初探」（『東洋文化研究所紀要』 (92), p11-47, 1983年）
- 「民国初期の北京における童伶の研究」（『東洋文化』 (61), p129-155, 1981年）
- 「民国初期の北京における坤劇の研究」（『東京大学東洋文化研究所紀要』 , 82/, 91-226, 1980年）
- 「現存琴譜に見られる明代琴楽の俗化問題  -無文有文両派の対立を中心に」（『多摩芸術学園紀要』 (4), p38-55, 1978年）
- 「晩清北京の戯曲改革と秦腔」（『人文学報』 (112), p33-48, 1976年）
- 「旧伏見宮本南宮琵琶譜による唐代搊琵琶の楽譜の研究」（共訳）（『東洋音楽研究』 1974(34-37), 1-18, 1974年）